# Jumătate
| O jumătate                        |                                                               |
| prefixe                           | hemi- (din greacă) [[wikiwikiweb:semi-2:1=2 latină\|latină]]) |
| Binar                             | 0,1 sau 0,011111111111...                                     |
| Ternar                            | 0,11111111111...                                              |
| Zecimal                           | 0,5 sau 0,499999999999...                                     |
| Duozecimal                        | 0,6 sau 0,5BBBBBBBBBBBBBB...                                  |
| Hexazecimal                       | 0,8 sau 0,7FFFFFFFFFFF...                                     |
| Fracție continuă                  | [0; 1, 1] sau [0; 2]                                          |
| Virgulă mobilă cu precizie simplă | 3F000000 (hex) = 00111111000000000000000000000000 (binar)     |

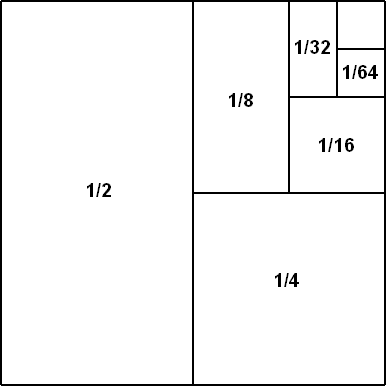
Ochiul lui Horus

O jumătate este fracția ireductibilă rezultată din împărțirea lui unu la doi (2)sau fracția rezultată din împărțirea oricărui număr la dublul său. Înmulțirea cu o jumătate este echivalentă cu împărțirea la doi sau „înjumătățire”; în mod invers, împărțirea cu o jumătate este echivalentă cu înmulțirea cu doi sau „dublare”. Numărul o jumătate apare adesea în ecuații matematice, rețete, măsurători etc. De asemenea, se poate spune că o jumătate este o parte din ceva împărțit în două părți egale. 
De exemplu, aria S a unui triunghi este calculată ca 
S = 1/2 × bază × înălțimea perpendiculară.
O jumătate apare, de asemenea, în formula de calcul a numerelor figurate, cum ar fi numerele triunghiulare și numerele pentagonale: 
{\displaystyle {\frac {1}{2}}{n\left[\left(s-2\right)n-(4-s)\right]}}
și în formula de calcul a constantelor magice pentru pătratele magice
{\displaystyle M_{2}(n)={\frac {1}{2}}n\left(n^{2}+1\right)}
Ipoteza Riemann afirmă că fiecare rădăcină complexă nontrivială a funcției zeta Riemann are o parte reală egală cu ½. 
O jumătate are două scrieri zecimale diferite, forma familiară 0,5 și forma periodică 0,49999999..., scrisă și 0,4(9). Există două astfel de scrieri zecimale pentru o jumătate în orice bază de numerație pară. Cu toate că aceste expresii sunt egale, poate părea că reprezintă numere distincte: a se vedea dovada că 0,(9) este egal cu 1 pentru o discuție detaliată a unui caz asemănător. În bazele impare, o jumătate nu are o reprezentare zecimală neperiodică, doar o unică scriere fracțională periodică, cum ar fi 0,(1) în baza trei.

## Particularități în scriere și limbaj
1⁄2 este, de asemenea, una dintre cele câteva fracții care au o tastă proprie pe mașinile de scris(a se vedea fracții). De asemenea aceasta, are propria unitate de cod în unele extensii ale ASCII la 171. În Unicode, are propria sa unitate de cod la U+00BD (zecimal 189) în blocul C1 Control și Latin-1 Supplement și o referință în blocul Number Forms, și este redat ca „½”. Codul în HTML este &frac12; . 

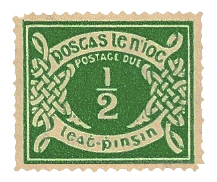
Timbru poștal, Irlanda, 1940: o taxă poștală de jumătate de penny.

O jumătate este, de asemenea, una dintre puținele fracții care este exprimată în mod obișnuit în limbile naturale prin supletivism, mai degrabă decât prin derivare obișnuită: puteți compara „o jumătate” față de alte forme obișnuite, cum ar fi „o șesime” sau „o optime” .

## Puncte de cod
În standardul Unicode, simbolul ½ are punctul de cod U+00BD ½.

### Introducere pe calculator
- Alt + 0189 (mențineți apăsată tasta Alt până când toate cele 4 cifre au fost tastate doar pe tastatura numerică)